# Aleksander Nilsson
Aleksander Nilsson, né le 5 septembre 2002 à Malmö en Suède, est un footballeur qui évolue au poste de milieu central au Halmstads BK.

## Biographie

### Carrière en club
Né à Malmö en Suède, Aleksander Nilsson est formé par le club local du Malmö FF. Le 17 juin 2021, il signe son premier contrat professionnel, en même temps que Markus Björkqvist. Il est alors lié au club jusqu'en décembre 2022,.
Il commence toutefois sa carrière professionnelle au Danemark, étant prêté le 20 août 2021 au Jammerbugt FC. C'est avec ce club qu'il fait ses débuts en professionnel, jouant son premier match le 18 août 2021, lors d'une rencontre de championnat face à l'Hobro IK. Il entre en jeu ce jour-là et les deux équipes se neutralisent (1-1 score final).
Aleksander Nilsson est de nouveau prêté le 7 mars 2022, cette fois-ci en Norvège, au Sandefjord Fotball. Le prêt est valable jusqu'au 31 juillet 2022.
Il joue son premier match sous ses nouvelles couleurs le 3 avril 2022, lors de la première journée de la saison 2022 d'Eliteserien, face au FK Haugesund. Il est titularisé et son équipe s'impose par trois buts à un.
Le 1er août 2022, Nilsson s'engage définitivement avec le Sandefjord Fotball. Il signe un contrat courant jusqu'en décembre 2024.

### En sélection
Avec les moins de 17 ans, il participe au championnat d'Europe des moins de 17 ans en 2019. Lors de cette compétition organisée en Irlande, il joue trois matchs. Avec un bilan peu reluisant de trois défaites en autant de matchs, la Suède ne parvient pas à dépasser le premier tour.